# Cyclodinus constrictus
Cyclodinus constrictus is een keversoort uit de familie snoerhalskevers (Anthicidae). De wetenschappelijke naam van de soort is voor het eerst geldig gepubliceerd in 1838 door Curtis.